# Энотека

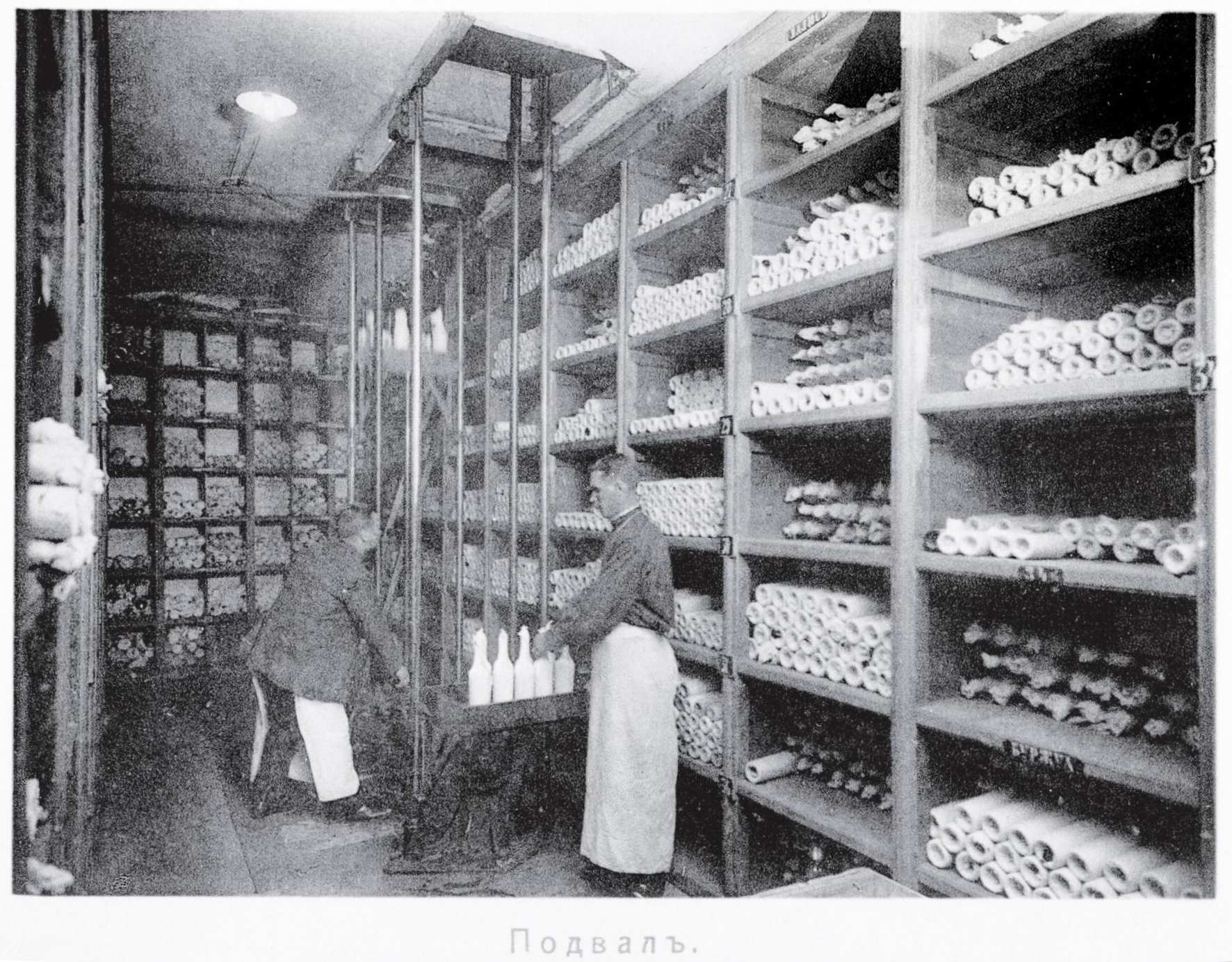
Энотека Елисеевых в подвале их московского гастронома, 1913

Эноте́ка (греч. οἰνοθήκη) — коллекция вин, хранилище для вин, разлитых в бутылки.

## Хранение
Энотеки создаются в подвальных помещениях, хорошо вентилируемых и сухих, с постоянной температурой в пределах 5—20 °C. Разлитые в бутылки вина обязательно укупоривают корковой пробкой, которая имеет длину на 3—5 мм больше обычного. Для предупреждения развития на верхнем срезе пробки плесени и заражения её личинками моли, пробки покрывают слоем замазки, состоящей из парафина и воска. Бутылки располагают в горизонтальном положении, чтобы пробка все время смачивалась вином во избежание её высыхания и проникновения в бутылку воздуха. Партия вина помещается в специально подготовленные отсеки, называемые казами. Каждую партию вина, находящуюся в отдельной казе, снабжают деревянными бирками с надписями, где чётко указывают наименование напитка, его производителя, тип, кондиции и прочие данные.

### Процессы при хранении
Естественные процессы, протекающие при старении вина в бутылках, связаны с выпадением в осадок целого ряда веществ, прежде всего дубильных и красящих. При многолетнем хранении коллекционных вин на стенках бутылок образуется так называемая «рубашка». За коллекционными винами ведётся специальный уход, обычно их осматривают 1—2 раза в год и при необходимости на ранней стадии хранения заменяют пробки с повреждениями. Со временем бутылки покрываются пылью и плесенью. 
На реализацию вина поступают с удостоверением, где указываются год урожая, наименование и производитель вина. Продолжительность коллекционной выдержки определяется типом вина, качественными показателями года урожая, условий, при которых хранятся вина. Обычно сухие белые вина рекомендуется хранить в энотеке около 10—18 лет, так как они содержат меньшее количество танина и карболовых кислот.

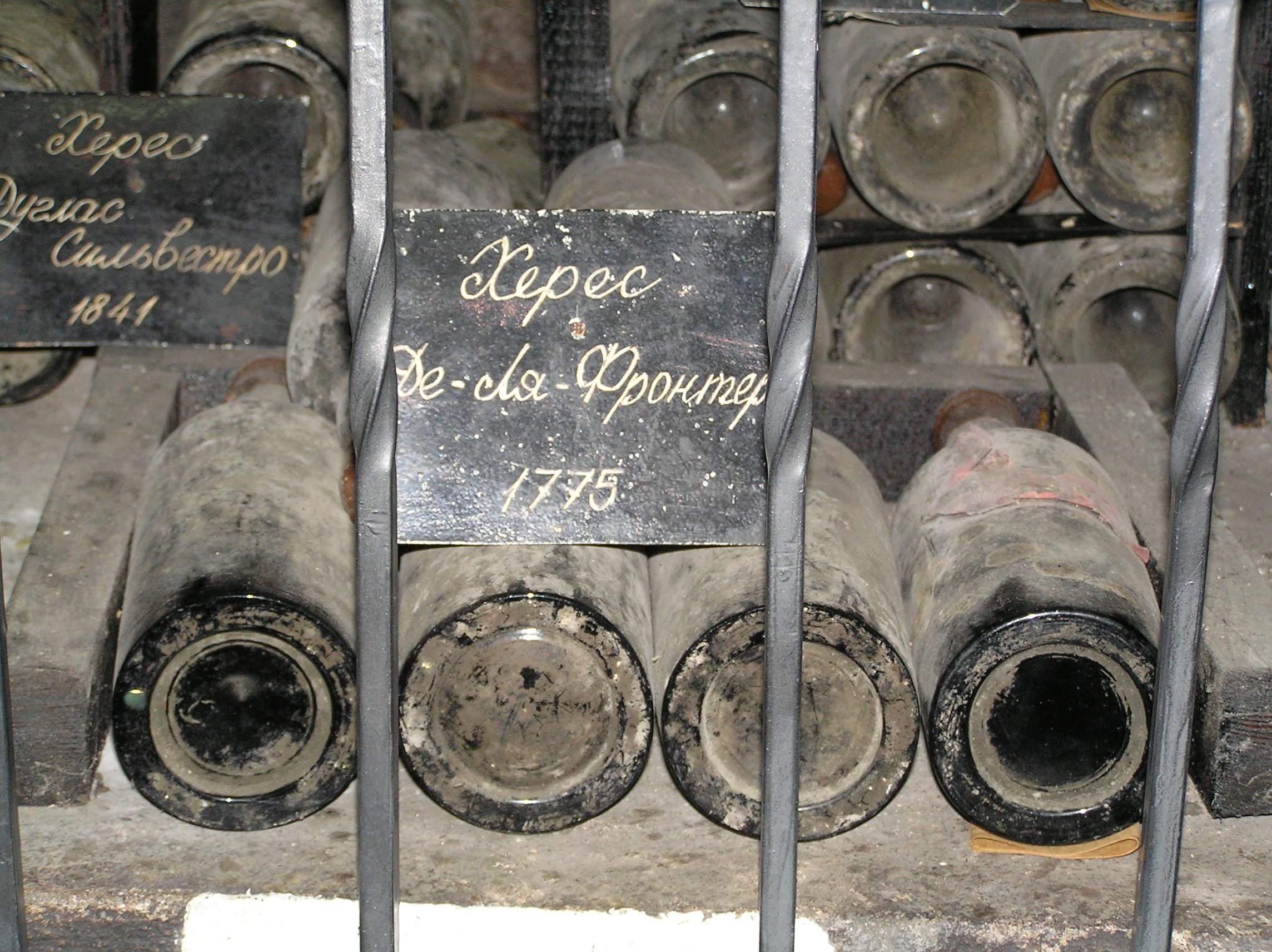
Энотека Массандры, самое старое вино — Херес de la Frontera урожая 1775 года

Для красных вин срок выдержки в пределах 20—35 лет. Крепкие и десертные вина лучше употреблять при возрасте 25—45 лет. Долгожителем среди вин считаются хересы, которые могут храниться в коллекции более 100 лет.
Энотеки, кроме коммерческих, преследуют и научные цели, исследования изменения химических компонентов, состава вин и органолептических особенностей. Коллекционные вина представляют практическую и историческую ценность. 
Дегустируя коллекционные вина, опытные виноделы могут определить, каким был урожай в тот или иной год, особенности местности возделывания виноградников и технологии приготовления вин. Лучшие коллекционные напитки являются своеобразным эталоном для винодельческих предприятий, научных организаций, на конкурсах вин.